# Tabula Rasa (komiks)
Tabula Rasa – seria komiksowa autorstwa Dennisa Wojdy (scen.) i Krzysztofa Gawronkiewicza (rys.). Komiks był publikowany cyklicznie w Warszawskim dodatku do Gazety Wyborczej Co jest grane? w 1997 r. Seria była też publikowana w magazynie Arena Komiks (nr 1-5, 2000-2001).
Fabuła komiksu rozgrywa się w Warszawie. Młody mężczyzna budzi się na imprezie i nie pamięta kim jest. Punktem wyjścia dla całej historii jest dziwna książka – Tabula Rasa – którą bohater znajduje. Im bardziej usiłuje ustalić swoją tożsamość, tym bardziej cała historia staje się zagmatwana. Styl narracji i klimat komiksu przypomina filmy Mulholland Drive i Czas Cyganów oraz serial Miasteczko Twin Peaks.
Jednym z głównych bohaterów w komiksie jest miasto Warszawa. Pojawia się wiele Warszawskich ulic i miejsc – park Morskie Oko, ulica Belgijska, ulica Mazowiecka, Krakowskie Przedmieście – ale też miejsca wymyślone jak np. ulica Libertyńska. Stylistycznie "mamy do czynienia z mieszanką odniesień do epoki socjalistycznej i przedwojennej [...] pojawiają się też obrazy Warszawy nadgryzionej zębem czasu, mało estetycznych pomieszczeń, klatek schodowych i zaułków". Rysunek jest realistyczny, część plansz powstała w kolorze, część w czerni i bieli.
"Tabula Rasa" nie została nigdy formalnie zakończona gdyż Gazeta Wyborcza po 20. odcinku zaprzestała dalszego wydawania komiksu. Rodzaj kontynuacji nastąpił w innym komiksie Wojdy pt. Pantofel panny Hofmokl – we współpracy z Krzysztofem Ostrowskim (rys.) – oraz w serii Gawronkiewicza i Grzegorza Janusza Przebiegłe dochodzenie Ottona i Watsona. Wydawnictwo Egmont Polska planuje wydanie zbiorcze Tabula Rasa w 2009 r.